# 9509 Amfortas
A 9509 Amfortas (ideiglenes jelöléssel 3453 T-3) a Naprendszer kisbolygóövében található aszteroida. Cornelis Johannes van Houten, Ingrid van Houten-Groeneveld és Tom Gehrels fedezte fel 1977. október 16-án.